# Miracles (lied)
Miracles is een single uit 1976 van de gelegenheidsformatie Oppo. Deze formatie stond onder leiding de van Britse muziekproducenten Colin Frechter en Bill Kimber. De muziek werd gebruikt om de Austin Mini Cooper in 1976 opnieuw onder de aandacht te brengen tegen een achtergrond van Amsterdam.

## Anita Garbo
Miracles werd in 1977 uitgebracht door Anita Garbo. De Duitse persing van de single vermeldde Tom Parker als arrangeur, die later bekend zou worden met zijn New London Chorale. Het plaatje is 30 april 1977 te horen in de Dik Voormekaar Show. De versie van Garbo lijkt sterk op de muziek van Sparks. De strijkers op het nummer zijn gearrangeerd door E.L.O.-voorman Jeff Lynne, met wie Garbo destijds een relatie had.

## Hitnotering

### Nederlandse Top 40
| Positie: | 25 | 17 | 14 | 11 | 11 | 28 | uit |

### NederlandseDaverende 30
| Positie: | 26 | 22 | 13 | 13 | 19 | 19 | uit |

### BelgischeBRT Top 30
| Positie: | 28 | 18 | 9 | 15 | uit |

### VlaamseUltratop 30
| Positie: | 28 | 18 | 12 | 21 | uit |

### NPO Radio 2 Top 2000
Miracles stond alleen in 2000 in de NPO Radio 2 Top 2000, op plek 1725.